# Martha Reeves
Martha Rose Reeves (Eufala, 18 de julho de 1941) é uma cantora americana de R&B e pop e ex-política, e é a vocalista do grupo de garotas da Motown Martha and the Vandellas. Elas fizeram mais de uma dúzia de singles de sucesso, incluindo "Come and Get These Memories", "Nowhere to Run", "Heat Wave", "Jimmy Mack" e sua assinatura "Dancing In The Street". De 2005 a 2009, Reeves serviu como vereadora em Detroit, Michigan.

## História

### Início da vida e carreira
Martha Rose Reeves nasceu em Eufaula, Alabama, a primeira filha de Elijah Joshua Reeves e Ruby Lee Gilmore Reeves, e o terceiro dos 11 filhos do casal. Ela era bebê quando a família se mudou de Eufaula para Detroit, Michigan, onde seu avô, reverendo Elijah Reeves, era ministro da Igreja Metropolitana de Detroit. A família era muito ativa na igreja e em seu coro. Elijah tocava violão e Ruby gostava de cantar; as crianças adquiriram seu amor pela música de seus pais. Na Northeastern High School de Detroit, seu treinador vocal foi Abraham Silver, que também trabalhou com Florence Ballard e Mary Wilson (do Supremes) e Bobby Rogers (dos Milagres). Criado no evangelho, e inspirado por cantoras como Lena Horne e Della Reese, Reeves tornou-se fã de R&B e doo-wop. Ela se juntou ao Fascinations em 1959, mas deixou o grupo antes de gravarem.
Em 1957 Rosalind Ashford, Gloria Williams e Annette Beard formam um grupo conhecido como The Del-Phis, formado após um homem chamado Edward "Pops" Larkins iniciar um grupo de irmãs para complementar um grupo vocal masculino. Os Del-Phis eram artistas locais populares. Reeves era supostamente uma admiradora do grupo e era amiga de Gloria Williams, que contratou Reeves para se juntar ao grupo em 1960.  
Entre 1960 e 1961, Reeves conseguiu sobreviver trabalhando em vários empregos durante o dia e trabalhou como cantora durante a noite cantando padrões de jazz e blues em algumas das casas noturnas respeitadas de Detroit. Cantando no 20 Grand, Reeves foi flagrado pelo diretor da Motown A&R, Mickey Stevenson, que reconheceu seu talento, deu-lhe o cartão de visita e convidou-a para uma audição. Reeves, que usou o nome artístico Martha Lavaille apareceu nos estúdios da Motown em Hitsville EUA na manhã seguinte, sem saber que ela ligaria para agendar uma audição. Stevenson pediu que ela atendesse os telefones enquanto cuidava de outros assuntos. Usando as habilidades que aprendeu em cursos comerciais no ensino médio, Reeves atendeu os telefones, anotou, administrou a folha de pagamento dos famosos Funk Brothers da Motown e se tornou inestimável.
Em pouco tempo, Reeves estava trabalhando várias horas em Hitsville como braço direito de Stevenson. (Ela também trabalhou na área de A&R, além do trabalho de secretariado da Motown). Em 1961, os Del-Phis mudaram seu nome para The Vels e gravaram singles para a Checker e a Checkmate Records. Um dia, quando Mary Wells não pôde fazer uma sessão, Reeves foi até o microfone e chamou o Del-Phis. Com "I'll Have to Let Him Go", Martha and the Vandellas nasceram. Então, quando os Andantes não puderam fazer uma sessão para apoiar o baterista dos Miracles nas músicas que ele estava gravando, Martha chamou seus colegas de grupo. As garotas (um trio após a partida de Williams) forneceram vocais de apoio para "Stubborn Kind of Fellow" de Marvin Gaye. O single se tornou um sucesso. Martha e os Vandellas apoiaram Gaye em seus três primeiros singles, seu primeiro álbum e no palco - mesmo depois de terem seus próprios hits.

### Martha and the Vandellas
Com seus vocais atrevidos e criados pela música gospel, Martha Reeves ajudou Martha and the Vandellas a ascenderem a backing vocals com canções como "Come and Get These Memories" e " Heat Wave", distinguindo o grupo dos contemporâneos e colegas de gravadora das Marvelettes, que precederam eles e The Supremes, que os seguiram.
Depois que "Heat Wave" se tornou o primeiro milhão de vendedores do grupo, Martha and the Vandellas rapidamente subiram para se tornar um dos principais atrativos da gravadora, tanto como estrelas da gravação quanto como um show ao vivo de sucesso. Martha era o único membro consistente do grupo, permanecendo durante todas as formações do grupo. Após as saídas de membros originais Annette Beard e Rosalind Ashford, membros substituindo-os incluía Betty Kelly, Sandra Tilley (ambos ex- os Velvelettes) e uma das irmãs de Martha Lois Reeves. Entre os singles lançados que se tornaram hits de assinatura do grupo estão "Quicksand", "In My Lonely Room", "Live Wire", "Nowhere to Run", "A Love Like Yours (Não venha bater todos os dias)", " Estou pronto para o amor", "Jimmy Mack"," Honey Chile" e o single mais popular do grupo,"Dancing in the Street". Suas lendárias aparições na televisão incluíram The Mike Douglas Show, The Joey Bishop Show, American Bandstand, Where the Action Is ,Shindig, Swingin 'Time, Soul Train, The Ed Sullivan Show e o cantor britânico de soul Dusty Springfield, no programa britânico Ready Steady Go!
O grupo também foi destaque em importantes artigos de revistas da Johnson Publishing Corp. publicações, incluindo HEP, Ebony e Jet, e no jornal SOUL e revista ALMA Illustrated. Reeves também foi um escritor colaborador da SOUL.
Com o grande sucesso vieram desafios. Elas enfrentaram lutas para manter uma vida pessoal, mantendo os horários implacáveis de gravação e turnê. Quando a membro original Rosalind Ashford partiu em 1968, Martha recrutou Sandra Tilley e a formação de Martha e Lois Reeves e Tilley continuou até 1972, quando o grupo se separou logo após o lançamento do álbum Black Magic. Em 1972, depois que a Motown se mudou de Detroit para Los Angeles, Reeves negociou seu contrato, encerrando seu mandato com a gravadora.
Em 1989, Martha, Rosalind Ashford e Annette Beard entraram com uma ação contra a Motown Records por royalties sobre os registros do grupo não recebidos desde 1972. A empresa chegou a um acordo com as mulheres em 1991. Berry Gordy, Jr. pediu desculpas a Reeves pelo tempo em que chegou ao acordo e os termos do acordo não foram divulgados.

### Carreira solo
Depois de deixar a Motown e se mudar para Los Angeles, Martha foi contratada pela MCA no final de 1973. Seu primeiro projeto, lançado em janeiro de 1974, foi a trilha sonora do filme de blaxploitation Willie Dynamite, com o lendário trombonista de jazz JJ Johnson. No verão do ano, a MCA lançou seu álbum auto-intitulado, produzido por Richard Perry. Foi o álbum mais caro da época, custando US $ 250.000, e apresentando outros músicos como Billy Preston, Joe Sample e James Taylor. Apesar das críticas positivas, ele não conseguiu gerar sucesso comercial, como fizeram os seguimentos subsequentes de Reeves em outras gravadoras, incluindo Arista e Fantasy. Revendo o Guia de Gravações de Christgau: Álbuns de Rock dos Anos Setenta (1981), Robert Christgau disse: "Essa tentativa de obra-prima não acontece porque Richard Perry falhou no teste fundamental do produtor interpretativo - interpretando intérpretes e materiais. Até certo ponto, isso é culpa de Reeves - sua voz linda tem problemas para entender idéias complicadas."
Tendo se mudado para Los Angeles, Reeves teve aulas de atuação no Instituto Lee Strasberg e apareceu no filme Contos de Fadas e na série de televisão Quincy, ME. Reeves também apareceu em programas como Hollywood Squares. Ela lançou um álbum na Arista, trabalhando com Clive Davis, os presidentes do General Johnson e outros, e dois álbuns no selo Fantasy, trabalhando com outros ex-colegas da Motown, Hank Cosby e Holland, Dozier e Holland. Em 1983, ela se apresentou solo no famoso especial Motown 25. Ela então se apresentou em uma produção da Broadway de Ain't Misbehavin' e se reuniu com os membros originais dos Vandellas em 1989, ambos gravados (gravando para a Motorcity Records, sediada em Londres, naquele ano, lançando o single "Step into My Shoes") e em turnê. Em 1995, Reeves and the Vandellas foram admitidas no Hall da Fama do Rock & Roll e no Hall da Fama do Grupo Vocal em 2003. Martha se apresentou como parte do show do intervalo do Super Bowl XXXII em 1998, com suas irmãs e as atuais Vandellas, Lois e Delphine Reeves. Em 2004, Reeves lançou seu primeiro álbum em 24 anos, Home to You, com músicas que ela escreveu e produziu, exceto uma versão de Billie Holiday e uma versão atualizada de seu grande sucesso, " Jimmy Mack ". Entre deixar os Vandellas e sua carreira solo, Martha serviu como colaboradora inicial do jornal de música Soul, pelo qual foi homenageada pela organização Black Women in Publishing. Ela também foi homenageada por sua autobiografia best-seller de 1995, Dancing in the Street.
"Wild Night" foi apresentado na trilha sonora do filme Thelma & Louise ; a música pode ser ouvida durante um dos vários momentos cruciais da vida dos personagens principais. Martha às vezes abre suas apresentações ao vivo com esse número. "Nowhere to Run" é o primeiro disco de Robin Williams como DJ Adrian Cronauer no filme Good Morning, Vietnam.
Suas participações solo na televisão incluem The Midnight Special (1974), Soul Train (1971 e 1974), Don Kirschner's Rock Concert (1972), The Dennis Miller Show (1987) (cantando "Georgia On My Mind" com James Brown ), VH- As divas do 1 celebram a alma, cantando seu hit de 1965 "Nowhere To Run", apoiado pelas cantoras Marsha Ambrosius e Sharon Jones, do Dap-Kings; no Jimmy Kimmel Live! com o Crystal Method e um grupo estelar de roqueiros, incluindo Brain do Nine Inch Nails, Rob Fortus do Guns N 'Roses e Darryl Jones do Rolling Stones, e Dancing With the Stars with the Tentations e Smokey Robinson. Naquela mesma semana, ela voltou às paradas musicais com uma gravação intitulada "I'm Not Leaving" com o Crystal Method. Ela apareceu como convidada musical na primeira temporada do Saturday Night Live (apresentada por Candice Bergen) em dezembro de 1975, apresentando "Silver Bells" e "Higher and Higher".
Em janeiro de 2012, Martha processou o Jazz Club de Ronnie Scott, em Londres, com um estande esgotado de seis shows que atraiu amigos de celebridades como Phil Collins e Boy George . Outras aparições recentes incluem o Carnegie Hall, o Blue Note ( Milão, Itália), o Howard Theatre (Washington, DC), o Dakota Jazz Club ( Minneapolis ), o BB King Blues Club (Nova York), o Cheltenhem Jazz Festival e a boca do mundo. Tyne Festival . Em novembro de 2015, apenas algumas semanas após os atentados terroristas em Bruxelas e Paris, Reeves e seus colegas embarcaram em uma excursão esgotada de clubes e teatros na cidade das luzes e em toda a Bélgica.
Reeves recebeu um PhD honorário em ciências humanas em 25 de novembro de 2012, em Detroit. Ela foi introduzida no Hall da Fama do Rhythm and Blues em setembro de 2015. Reeves recebeu o Sandy Hosey Lifetime Achievement Award no AMG Heritage Awards de 2015 do Artists Music Guild em 14 de novembro de 2015, em Monroe, Carolina do Norte. Ela é destaque no calendário de história negra de 2016 do Alabama, patrocinado pela AT&T .

### Trabalho atual
Depois de atuar no Conselho da Cidade de Detroit de 2005 a 2009, Reeves voltou a se apresentar em período integral com quase 50 shows anualmente, incluindo uma grande turnê pela Austrália em 2010. Ela aparece regularmente em festivais no Reino Unido durante o verão, e por suas performances foi indicada para dois UK Festival Awards, como "Melhor Headliner" e "Feel Good Act of the Summer".  
Reeves é membro do conselho do capítulo SAG-AFTRA Detroit. Em 2007, ela testemunhou perante o Congresso em nome de músicos, cantores e artistas de gravação por melhores salários e royalties. Ela foi homenageada por seu trabalho duro e coragem em 2007 por delegados e membros da AFTRA. Ela também faz parte do SoundExchange, uma organização sem fins lucrativos de direitos de performance que coleta royalties em nome de proprietários de direitos autorais de gravação de som e artistas em destaque para transmissões digitais não interativas, incluindo rádio via satélite e internet.  
Ela fez uma aparição no filme Tenacious D em The Pick of Destiny, como transeunte ouvindo a dupla no calçadão. Esta informação foi revelada em DVD comentário áudio do filme DVD por Kyle Gass .  
Martha continua realizando concertos em clubes, tanto solo quanto com suas Vandellas - irmãs Lois (Vandella da era da Motown desde 1967) e Delphine (desde meados da década de 1980).
Em 25 de junho de 2019, a The New York Times Magazine listou Martha Reeves entre centenas de artistas cujo material foi destruído no incêndio da Universal em 2008.
Em setembro 2019 Martha foi uma das concorrentes de celebridades que participam do programa BBC One, Celebrity MasterChef, no Reino Unido.

## Discografia

### Álbuns
- 1973: trilha sonora de Willie Dynamite ( MCA Records )
- 1974: Martha Reeves ( MCA )
- 1975: Arco - íris (Phonarama)
- 1977: O Resto da Minha Vida ( Arista )
- 1978: Nos encontramos de novo ( fantasia )
- 1980: Tem que seguir em frente (fantasia)
- 2004: Casa Para Você (Itch / True Life Entertainment)

### Músicas
1. "Poder do Amor" (1974) (# 76 Pop; # 27 R&B)
2. " Noite Selvagem " (1974) (# 74 R&B)
3. "Love Blind" (1975) (nº 61 de R&B)
4. "Não vou sair" com o método Crystal (2012) (# 24 Billboard Dance)